# سيسنا 441 كونكويست الثانية
سيسنا 441 (بالإنجليزية: Cessna 441 Conquest II)‏ هي طائرة خفيفة أنتجت في الولايات المتحدة. من صناعة سيسنا. كان أول طيران لها في 1975. دخلت الخدمة في 1977، صنع منها 362 طائرة.